# ATP (архитектурное бюро)

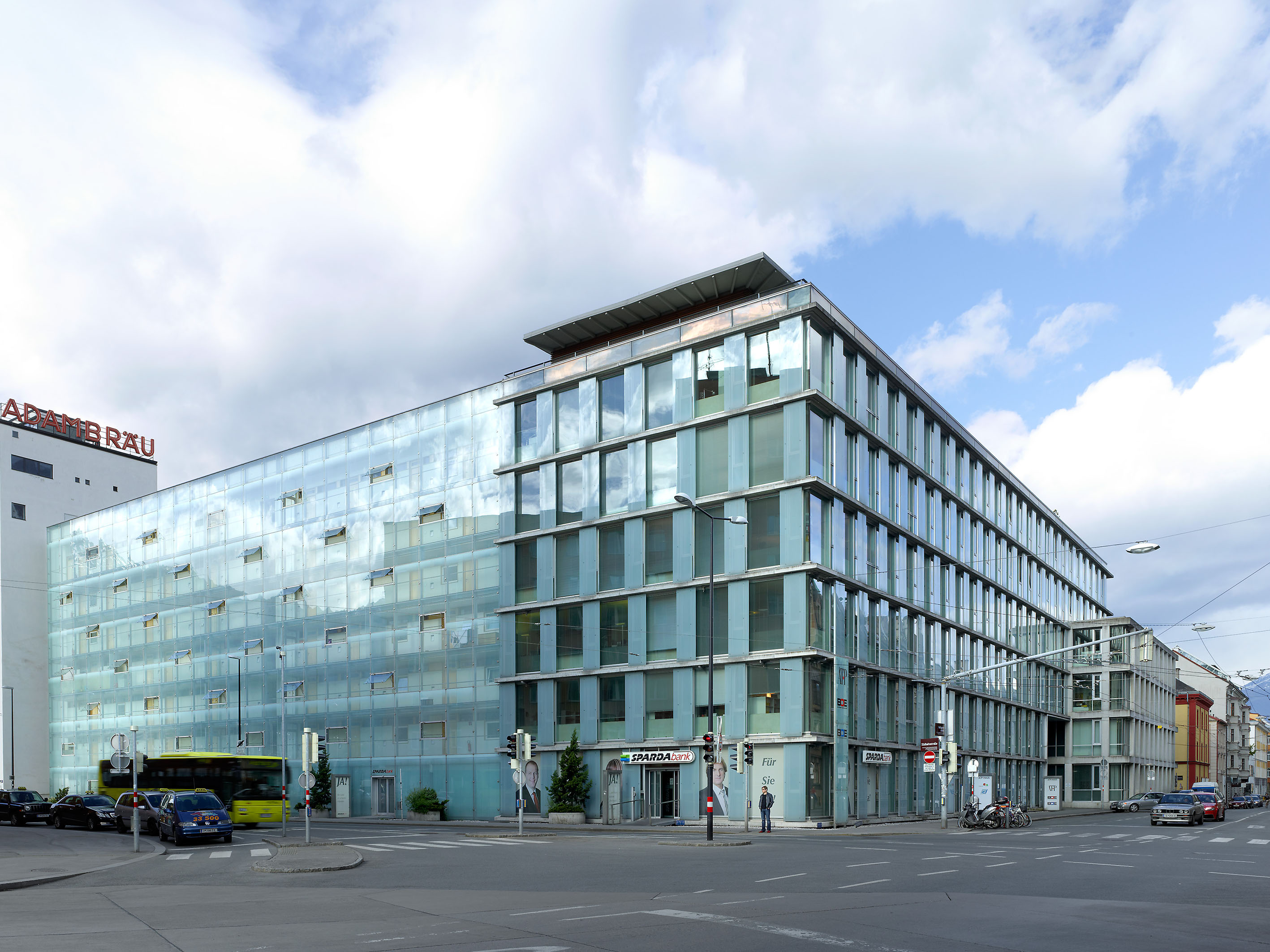
Главный офис ATP, Инсбрук (Австрия)

АТП архитекторы и инженеры (нем. ATP architekten ingenieure) — международное архитектурное и инженерное бюро. Главный офис компании находится в Инсбруке, Австрия.

## Организация
Бюро работает в области архитектуры, дизайна интерьера, структурного проектирования, технического оснащения зданий и надзора за объектами. Основным направлением деятельности компании является комплексное проектирование для торговли и промышленности, а также для секторов недвижимости, отдыха, туризма и здравоохранения.
В 11 филиалах ATP работает более тысячи сотрудников из 38 стран, что делает компанию одной из крупнейших архитектурных и инженерных фирм в Европе. ATP является акционерным обществом: акциями компании на данный момент владеют восемь партнеров, занимающих руководящие позиции в ATP: Кристоф М. Ахаммер (генеральный директор), Михаэла Хаузер, Геральд Халка, Вернер Кер, Роберт Келька, Хорст Райнер, Дарио Травас и Маттиас Верле. Помимо партнеров (акционеров), в компании работают 35 ассоциированных партнеров и 82 советника. Это означает, что более 15 % сотрудников вовлечены в партнерство.
ATP состоит из одиннадцати независимых офисов, расположенных в Инсбруке, Вене, Мюнхене, Франкфурте-на-Майне, Берлине, Гамбурге, Нюрнберге, Цюрихе, Будапеште, Загребе и Москве. Специальные отделения ATP занимаются исследованиями для комплексного планирования зданий (Design & Research), медицинской, лабораторной и кухонной техникой (ATP health), а также строительной физикой, консалтингом, инженерными услугами и сертификацией в области устойчивого развития (ATP sustain) и дизайном коммерческих интерьеров (Mint Architecture).

## История
В 1951 году архитектор Фред Ахаммер (1924—2015) открыл в Инсбруке архитектурное бюро, которое занималось промышленными и логистическими зданиями в немецкоговорящих странах. В 1976 году Фред Ахаммер, инженер-строитель Зигфрид Тритхарт и инженер-механик Гюнтер Фрёлих основали партнерство, чтобы предлагать услуги по проектированию полного цикла. Впоследствии офис стал называться Achammer Tritthart Fröhlich (ATF), а после смерти Гюнтера Фрёлиха в 1986 году — AT Achammer Tritthart Generalplaner.
В 1985 году открылся офис в Вене. В 1987 году Кристоф М. Ахаммер сменил своего отца в руководстве компании. В 1989, когда был основан офис в Мюнхене, в компании, работало около 80 сотрудников. Затем последовало открытие филиалов в Лейпциге, Дрездене и Праге. В 1999 году компания была преобразована в акционерное общество с ограниченной ответственностью, где работало уже около 250 сотрудников.
В 2002 году Кристоф М. Ахаммер принял назначение на должность университетского профессора кафедры промышленного строительства и междисциплинарного проектирования зданий в Венском технологическом университете. В том же году открылся филиал в Загребе. В 2007 году франкфуртское бюро N+M architekten вступила в группу AT Achammer Tritthart Generalplaner и, после слияния в 2009 году, стала ее франкфуртским офисом. После расширения партнерства и ухода Зигфрида Тритхарта на пенсию, в 2008 году офис изменил свое название на ATP architekten ingenieure. В последующие годы были образованы исследовательские компании ATP sphere и ATP sustain.
В 2010 году цюрихское бюро kfp architekten ag, которое специализируется на строительстве жилых домов, вступило в холдинг ATP. В 2011 году совместно с архитектурным бюро «Цимайло Ляшенко и партнеры» (ТЛП) был открыт московский офис — АТП ТЛП архитекторы и инженеры. В 2012 году ATP основала Foodfab GmbH, консалтинговую компанию по планированию процессов в пищевой промышленности. С того же года ATP занимается планированием с использованием информационного моделирования зданий (BIM) и считается инновационным лидером, как в немецкоязычном регионе, так и в России. Стандарт BIM, разработанный ATP за несколько лет, был включен в австрийский стандарт BIM (ÖNORM A 6241), который вступил в силу в 2015 году.

## Позиции в рейтингах
В ежегодном рейтинге Building Design бюро ATP вошло в двадцатку крупнейших архитектурных бюро в мире в 2020 году по числу сотрудников, а в 2021 поднялось на 14 место. По объемам заказов бюро занимает первое место в Западной Европе и второе — в Центральной и Восточной. Имеет высокие позиции в категориях «Наука и технологии», «Розничная торговля», «Консалтинг», «Окружающая среда», «Инжиниринг» и «Строительный менеджмент». В 2015-2020 годах ATP занимало первое место в EUREB BRAND AWARDS (Австрия) в категории «Архитектура».

## Проекты

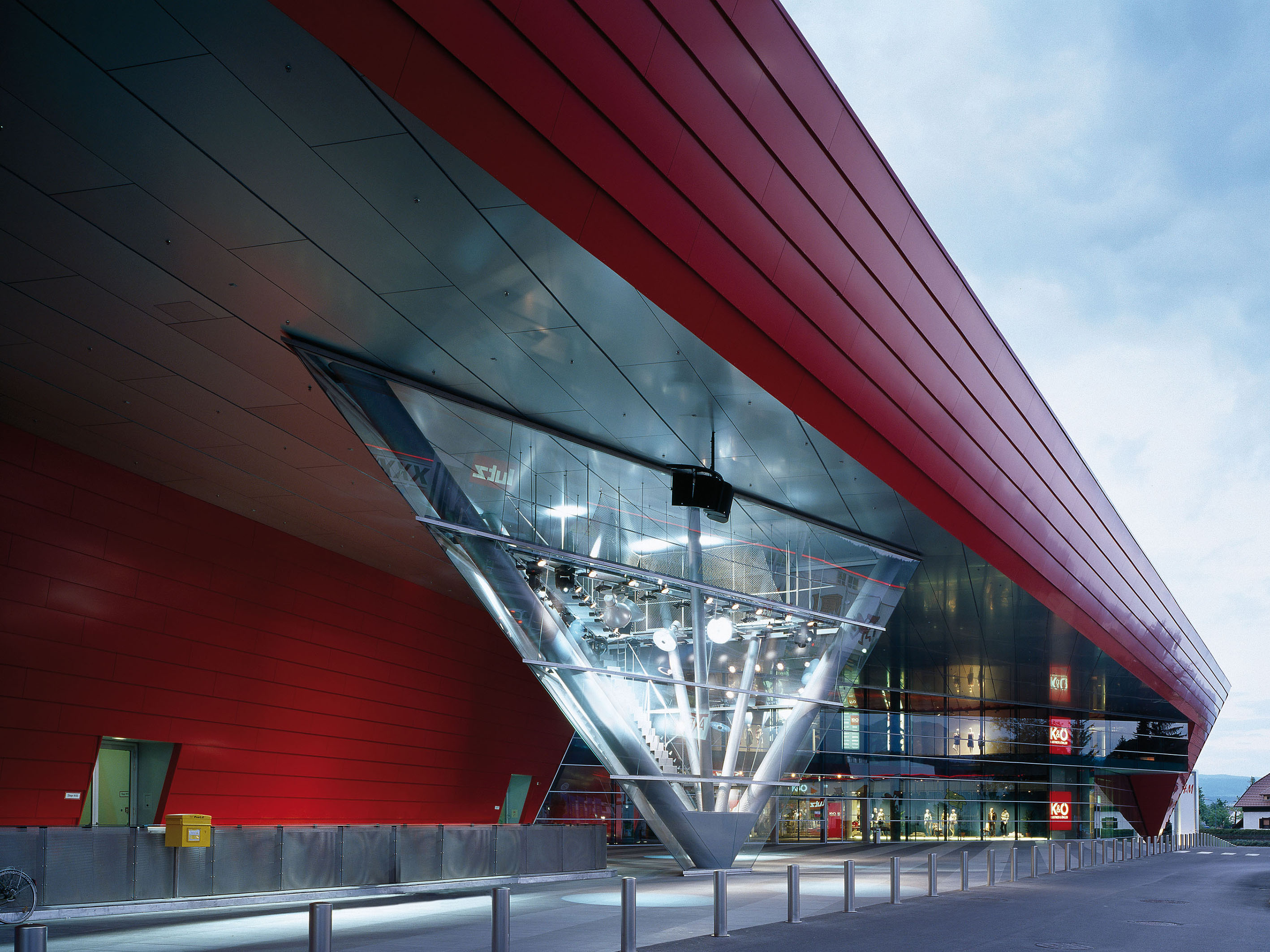
Торговый центр ATRIO, Филлах, Австрия
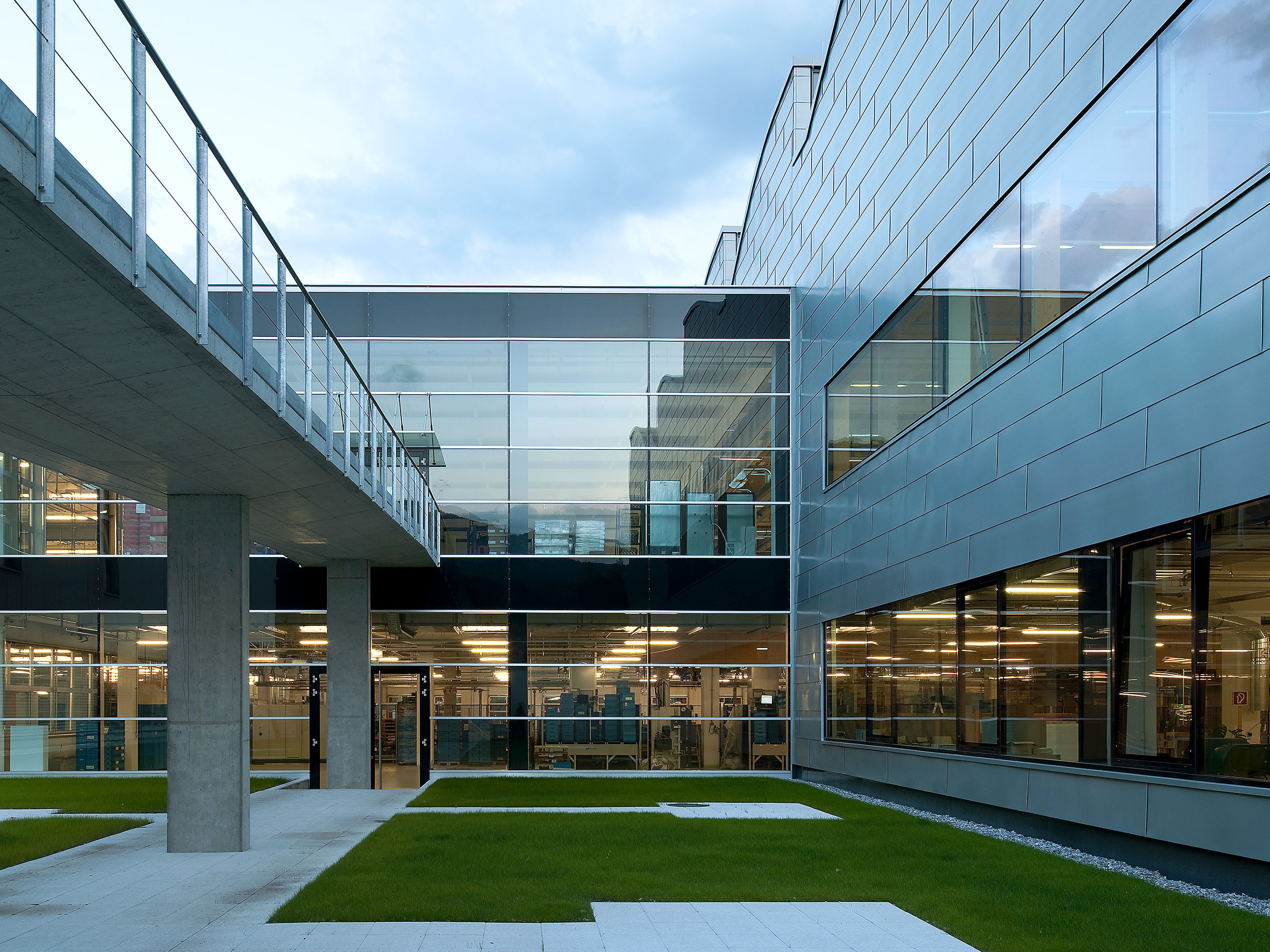
Производственно-логистическое здание Hilti, Тюрингия
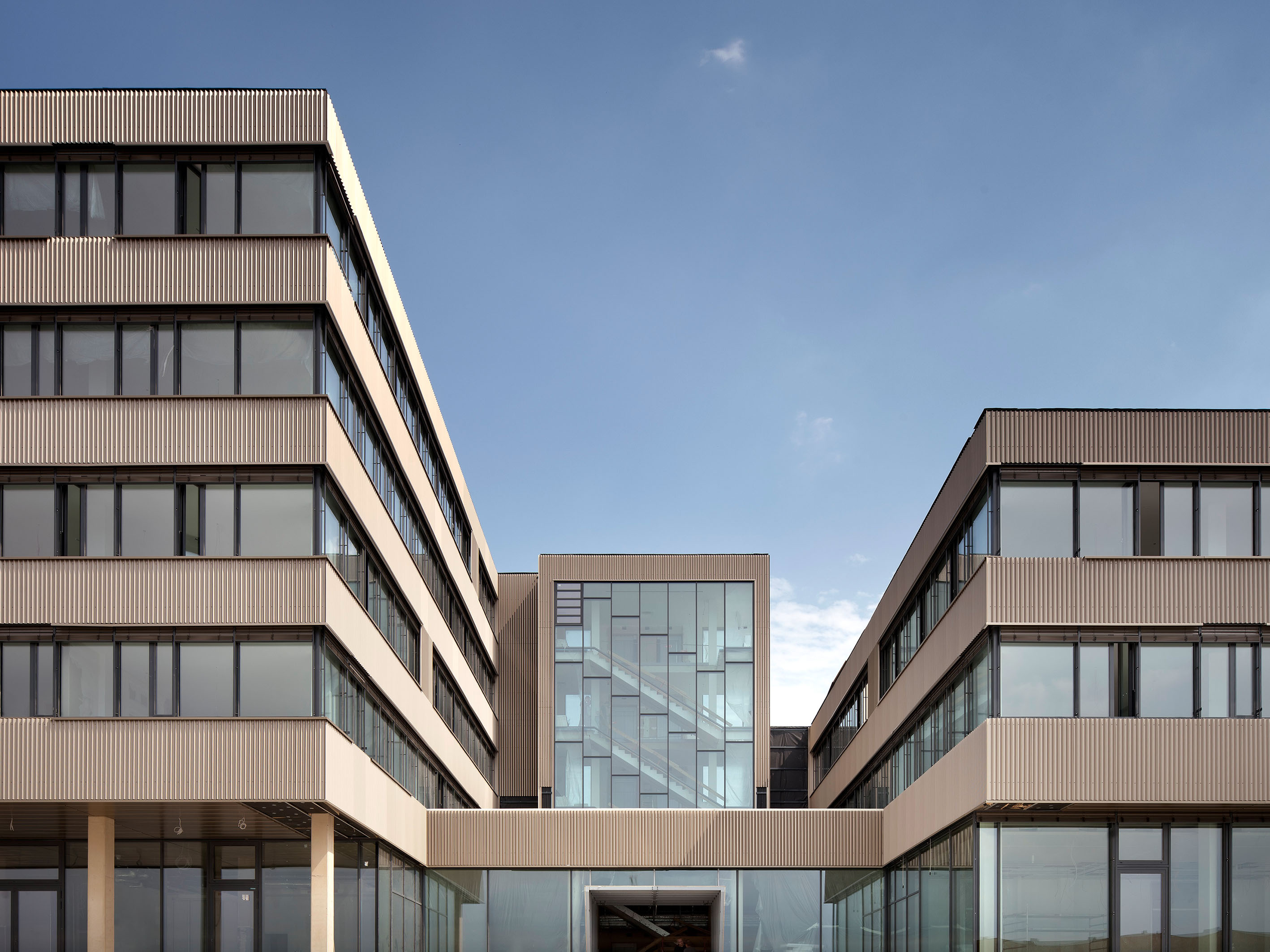
Технологический центр Зеештадт, Вена
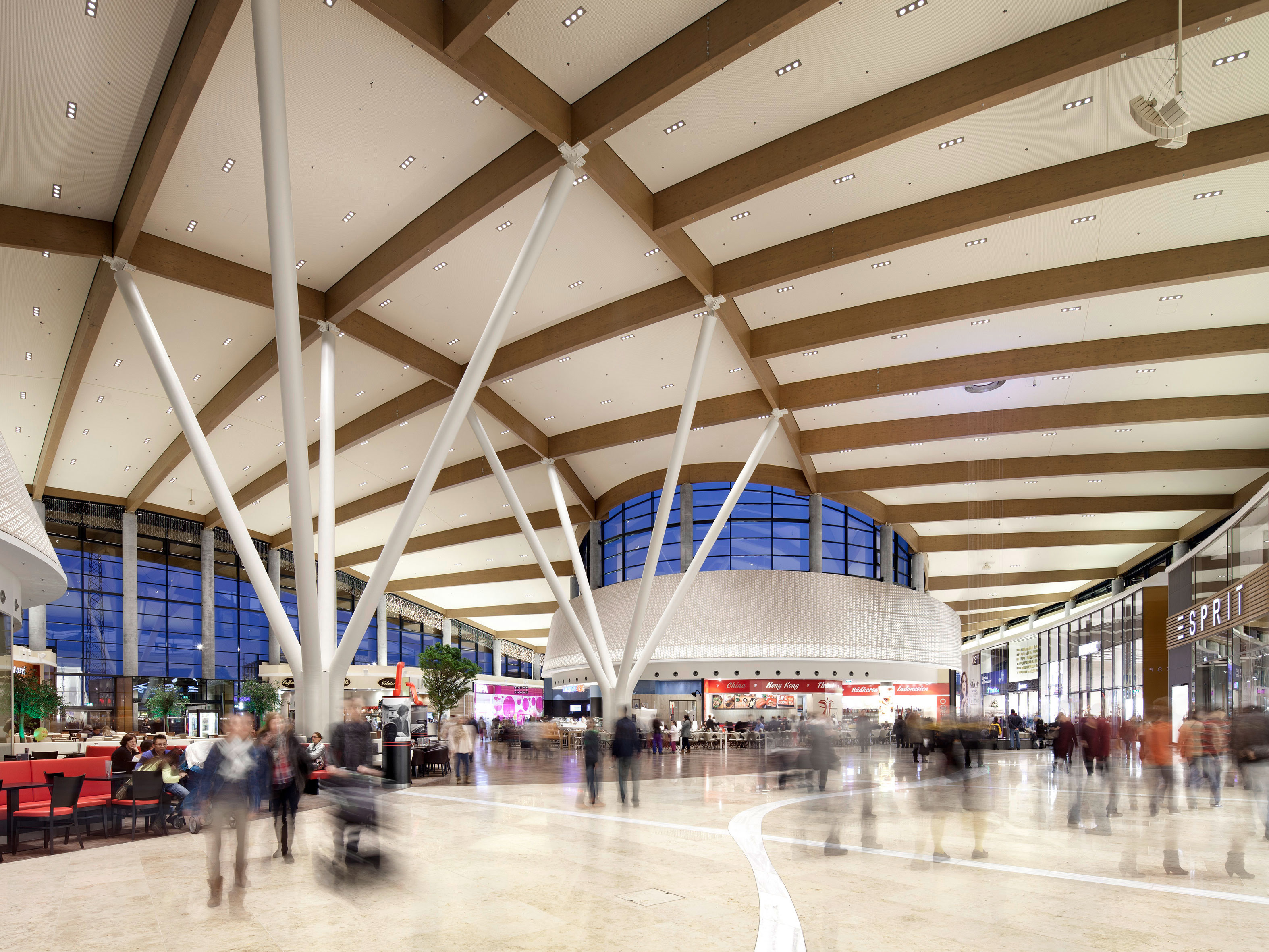
Торговый центр G3 Герасдорф недалеко от Вены
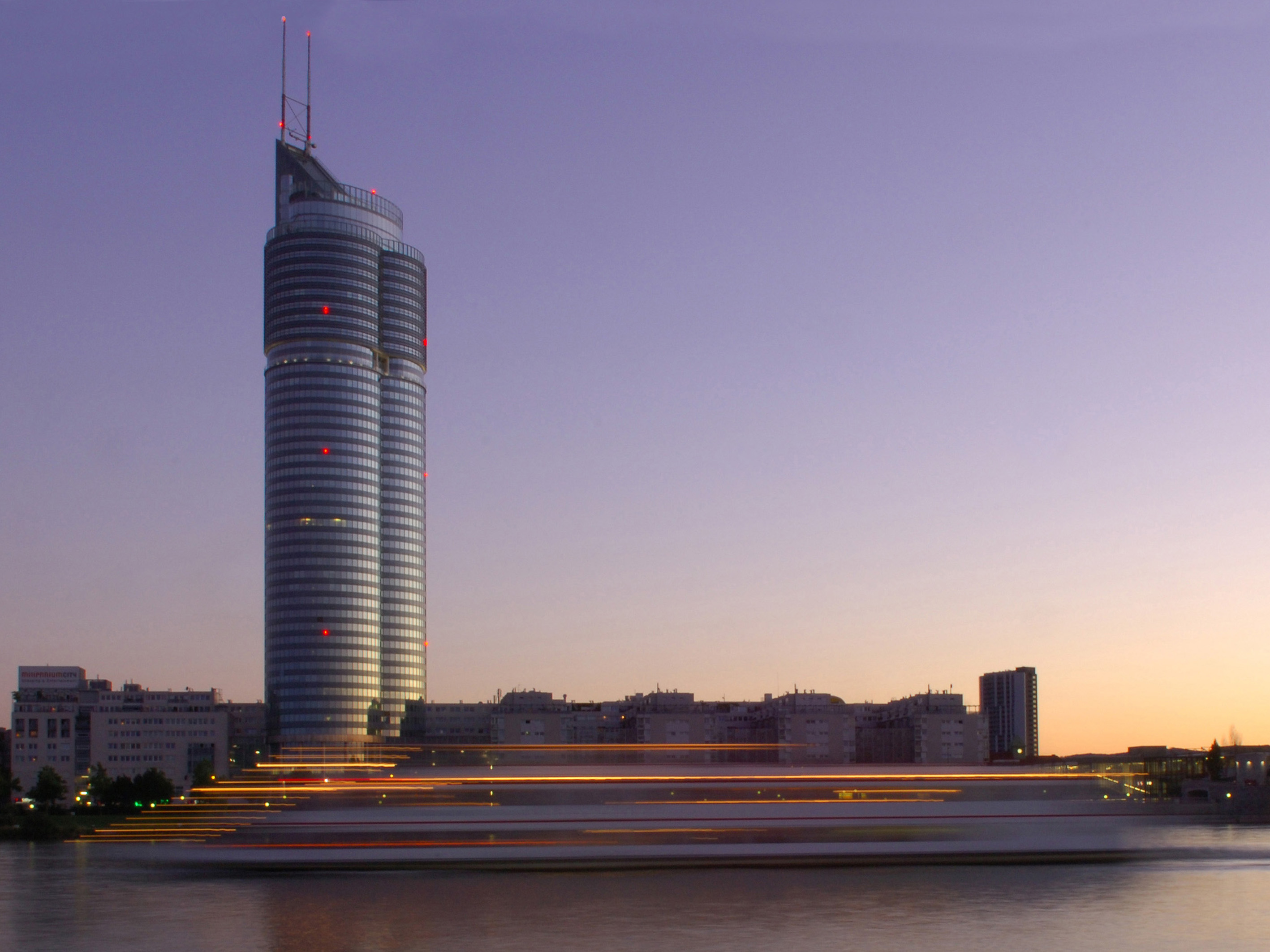
Башня Тысячелетия, Вена
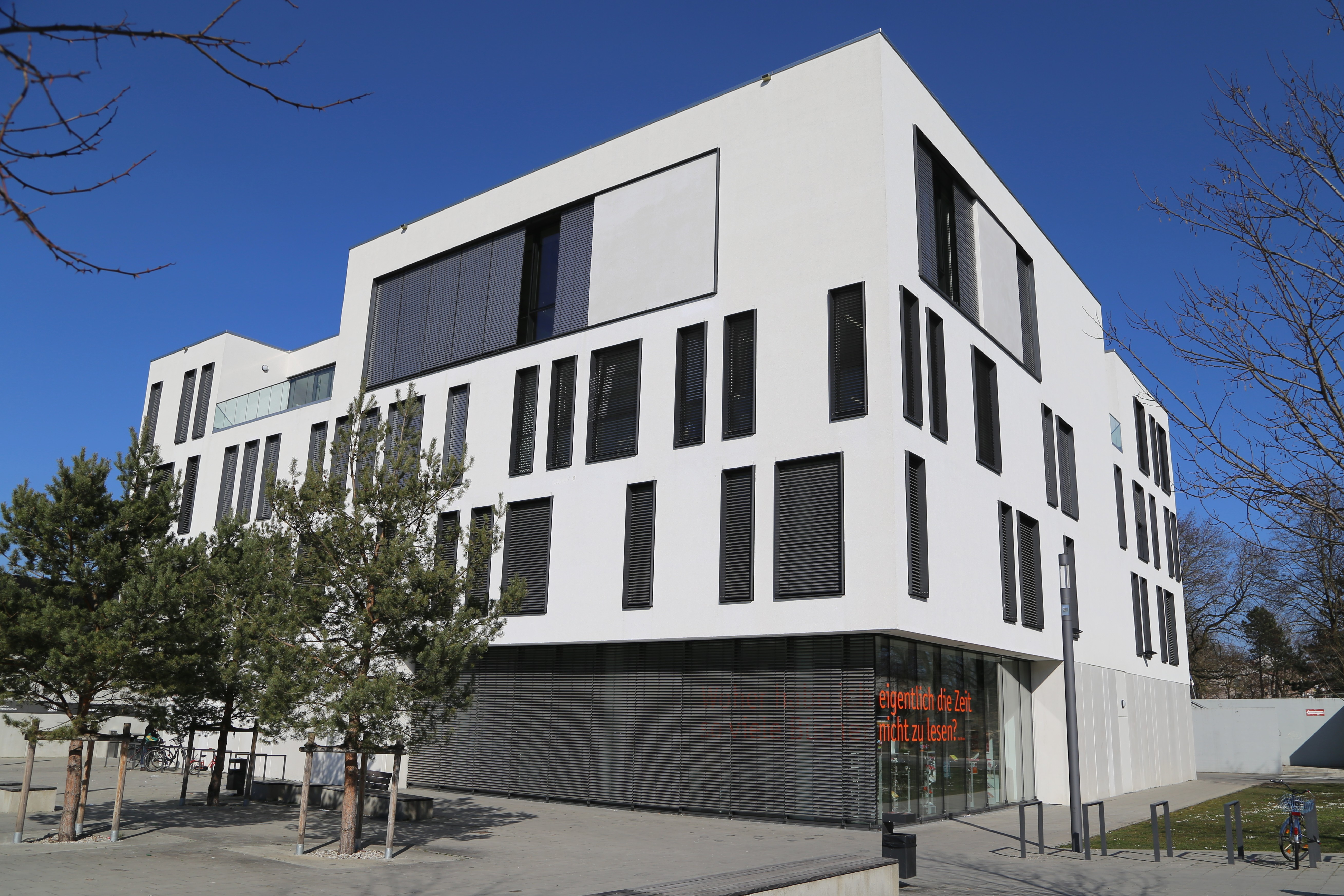
Культурный центр 2411, Мюнхен
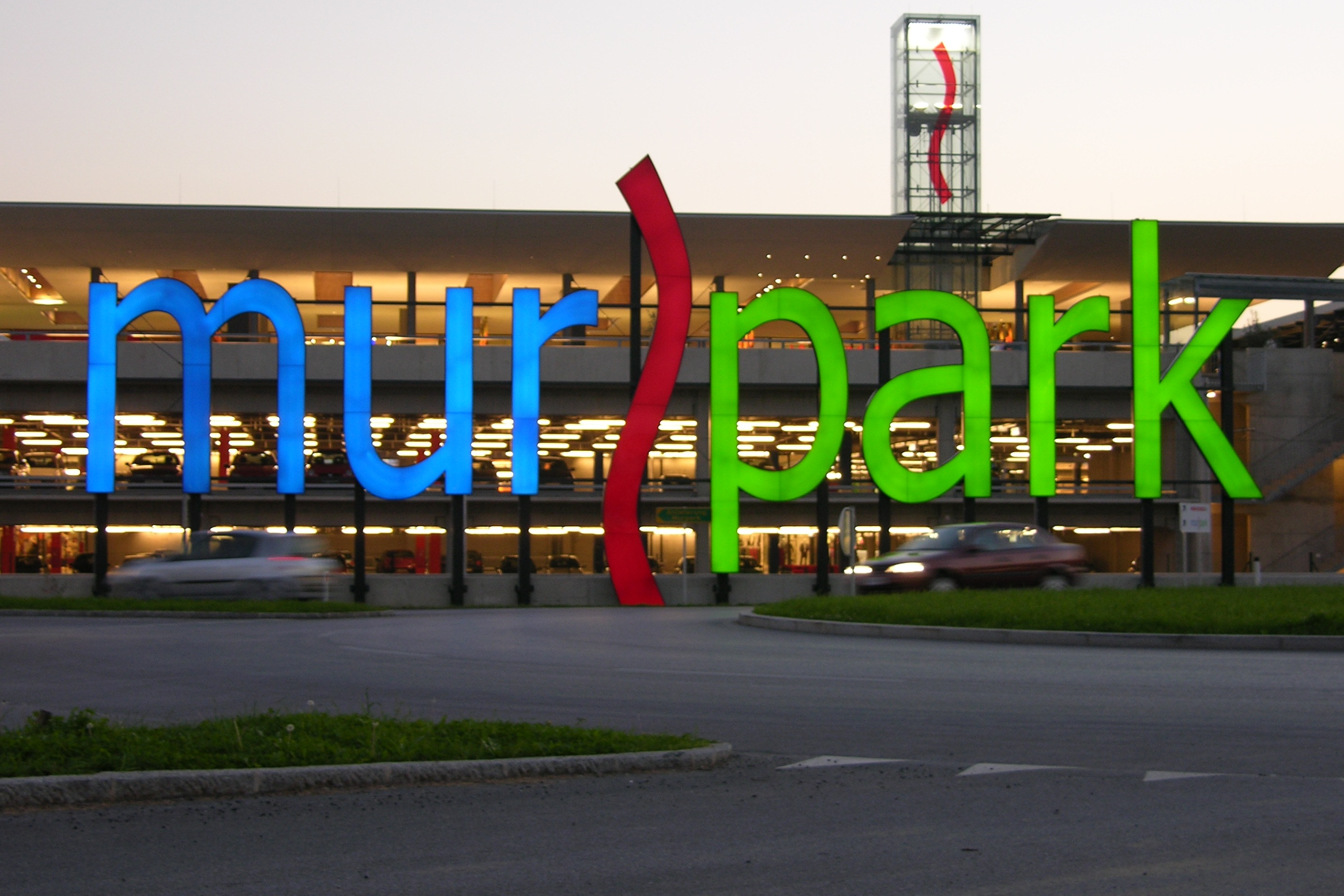
Торговый центр Murpark, Грац